# 本重町
本重町（もとしげちょう）は、愛知県名古屋市中区の地名。

## 歴史

### 町名の由来
かつては鶴重町と称していたが、1688年（元禄元年）に徳川綱吉の養女鶴姫の名を避け（鶴字法度）、改名したものである。

### 沿革
- 明治4年 - 本重町筋に愛知郡本重町として成立[1]。
- 1878年（明治11年）12月20日 - 名古屋区成立に伴い、同区本重町となる[1]。
- 1889年（明治22年）10月1日 - 名古屋市成立に伴い、同市本重町となる[1]。
- 1908年（明治41年）4月1日 - 西区成立に伴い、同区本重町となる[2]。
- 1944年（昭和19年）2月11日 - 栄区成立に伴い、同区本重町となる[2]。
- 1945年（昭和20年）11月3日 - 栄区廃止に伴い、中区本重町となる[2]。
- 1966年（昭和41年）3月30日 - 住居表示実施に伴い、1・2丁目が錦一丁目、2〜6丁目が錦二丁目に編入され消滅[2]。

## 出身・ゆかりのある人物
- 伊藤常七（愛知県多額納税者、万常紙店代表社員、紙類卸問屋） - 住所が本重町4丁目[6]。